# Hyophila variegata
Hyophila variegata là một loài rêu trong họ Pottiaceae. Loài này được Ångström mô tả khoa học đầu tiên năm 1876.